# Alberto Guidaben
Alberto Guidaben, soprannominato Abet (Mambajao, 14 settembre 1952), è un cestista filippino.

## Carriera
Con le Filippine ha disputato i Campionati mondiali del 1974.